# Sankanje na Zimskih olimpijskih igrah 2002
Rezultati sankanja na XIX. zimskih olimpijskih igrah.

## Moški

### Enosed
| Medalja | Tekmovalec           | Čas      |
| Zlato   | Armin Zöggeler (ITA) | 2:57.941 |
| Srebro  | Georg Hackl (NEM)    | 2:58.270 |
| Bron    | Markus Prock (AVT)   | 2:58.283 |

### Dvosed
| Medalja | Tekmovalca                                  | Čas      |
| Zlato   | Patric-Fritz Leitner, Alexander Resch (NEM) | 1:26.082 |
| Srebro  | Brian Martin, Mark Grimmette (ZDA)          | 1:26.216 |
| Bron    | Chris Thorpe, Clay Ives (ZDA)               | 1:26.220 |

## Ženske

### Enosed
| Medalja | Tekmovalka                 | Čas      |
| Zlato   | Sylke Otto (NEM)           | 2:52.464 |
| Srebro  | Barbara Niedernhuber (NEM) | 2:52.785 |
| Bron    | Silke Kraushaar (NEM)      | 2:52.865 |